# August Kowalczyk

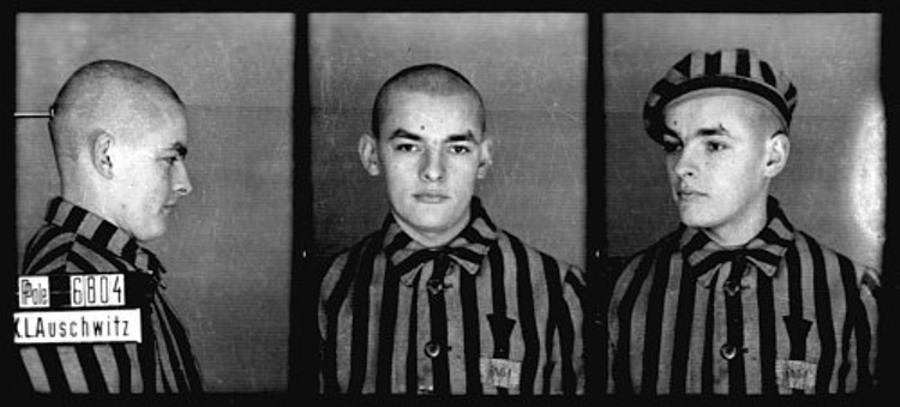
August Kowalczyk jako więzień KL Auschwitz numer obozowy 6804. Oświęcim 1940

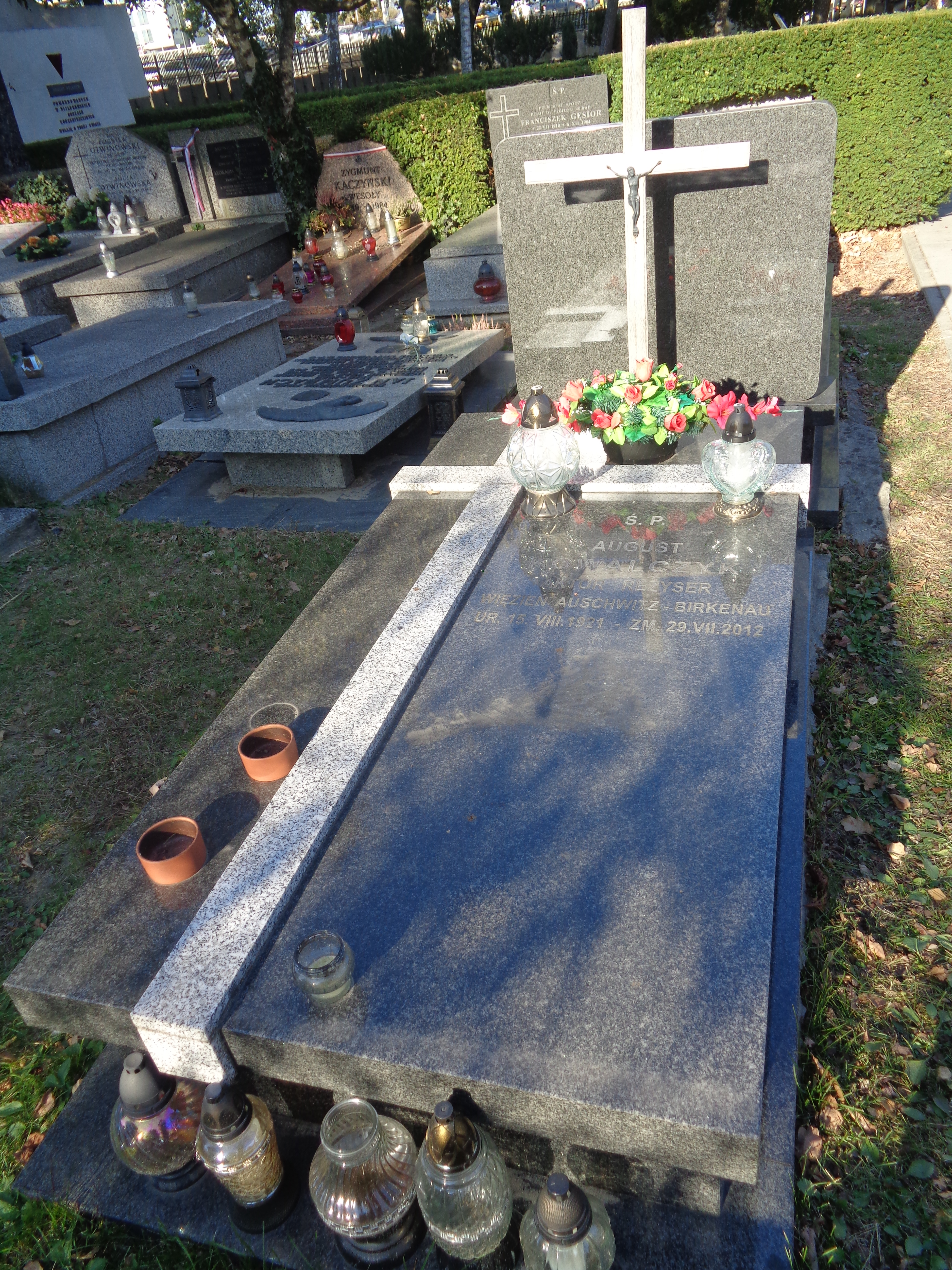
Grób aktora na cmentarzu Wojskowym na Powązkach

August Marian Kowalczyk (ur. 15 sierpnia 1921 w Tarnawej Górze, zm. 29 lipca 2012 w Oświęcimiu) – polski aktor teatralny, filmowy i telewizyjny, reżyser.

## Życiorys
Urodził się w rodzinie Stanisława, inspektora oświaty, później wieloletniego dyrektora Biblioteki Akademii Medycznej w Lublinie, i Czesławy Stangret. Ukończył I Liceum Ogólnokształcące im. Króla Władysława Jagiełły w Dębicy. Po zdanej maturze planował uczyć się w seminarium, lecz wybuch wojny przerwał te plany. Kowalczyk postanowił wstąpić do armii polskiej we Francji, ale został aresztowany w czasie przekraczania terytorium Słowacji i 4 grudnia 1940 r. przetransportowany do niemieckiego obozu koncentracyjnego Auschwitz. Miał numer 6804, pracował przy wyładunku materiałów budowlanych, przy budowie zakładów Buna-Werke, przy rozbiórce zbombardowanej synagogi w Oświęcimiu oraz domów po wysiedlonych Polakach w Monowicach. 28 maja 1942 r. został przeniesiony za kontakty z ludnością cywilną Oświęcimia do dożywotniej kompanii karnej. Wraz z innymi więźniami 10 czerwca 1942 r. podjął próbę ucieczki po zakończeniu prac przy budowie rowu melioracyjnego. Uciekł do lasu, następnie ukrywał się w zbożu, gdzie został odnaleziony przez okoliczne kobiety, które zapewniły mu kobiece przebranie i wskazały miejsce bezpiecznego schronienia. Ukrywał się przez 7 tygodni w kryjówce na poddaszu jednego z domów w miejscowości Bojszowy. Później z fałszywymi dokumentami wyjechał na Górny Śląsk, po czym dotarł do Krakowa. Do końca wojny walczył w szeregach AK w miechowskim.
9 listopada 1945 r. zadebiutował jako aktor w teatrze. W 1948 zdał aktorski egzamin eksternistyczny. Występował w teatrach: krakowskim Rapsodycznym (1945–1952) i warszawskim Ludowym (1952–1954). W latach 1954–1962 i 1964–1981 występował na scenie Teatru Polskiego w Warszawie, a w latach 1962–1964 w Teatrze im. Adama Mickiewicza w Częstochowie.
W latach 1962–1966 był dyrektorem Teatru im. Adama Mickiewicza w Częstochowie, a w latach 1968–1981 dyrektorem naczelnym i artystycznym Teatru Polskiego w Warszawie. To za czasów jego dyrekcji Józef Szajna wystawił swoją wizję Fausta Johanna Wolfganga Goethego.
Po przejściu na emeryturę w 1981 r. rozpoczął działalność w Towarzystwie Opieki nad Oświęcimiem. Zaczął również wówczas jeździć po Polsce i świecie ze swoim monodramem „6804”, by opowiadać o piekle obozowego życia. Przez przeszło 30 lat tej działalności odwiedził tysiące szkół na terenie całego kraju, przekazując młodzieży świadectwo o tamtym czasie. Ostatnie 6804. wystąpienie, które symbolicznie zrównało się z jego obozowym numerem, odbyło się na terenie Auschwitz 10 czerwca 2012 roku, w 70. rocznicę jego ucieczki z obozu.
By wieloletnim wiceprezesem Zarządu Głównego Towarzystwa Opieki nad Oświęcimiem, przewodniczącym Krajowej Rady Polskiej Unii Ofiar Nazizmu, przewodniczącym Rady Fundacji Pomnika-Hospicjum Miastu Oświęcim oraz członkiem Rady Fundacji „Polsko-Niemieckie Pojednanie”. Uczestniczył w przygotowaniach obchodów 55. i 60. rocznicy wyzwolenia KL Auschwitz-Birkenau oraz 55. rocznicy buntu Karnej Kompanii KL Auschwitz.
W 1995 wydana została książka jego autorstwa Refren kolczastego drutu: Trylogia prawdziwa, będąca wspomnieniami z pobytu w Auschwitz-Birkenau, jego ucieczki oraz z okresu ukrywania się.
Zmarł 29 lipca 2012 w hospicjum w Oświęcimiu w otoczeniu najbliższych. Placówka ta powstała dzięki staraniom Augusta Kowalczyka jako podziękowanie byłych więźniów Auschwitz dla niosących im pomoc podczas okupacji oświęcimian. Oficjalne otwarcie hospicjum (pełna nazwa – Pomnik-Hospicjum Miastu Oświęcim) miało miejsce na początku czerwca 2012. Życzeniem aktora, który od dłuższego czasu zmagał się z chorobą nowotworową, było spędzić w nim ostatnie dni swojego życia. Pogrzeb Augusta Kowalczyka odbył się 9 sierpnia w Warszawie. Mszy świętej przewodniczył przyjaciel zmarłego, salezjanin ks. Antoni Balcerzak. W uroczystościach prócz najbliższej rodziny uczestniczyli przedstawiciele środowiska aktorskiego, przyjaciele i współpracownicy, którzy pomagali mu w tworzeniu oświęcimskiego hospicjum, oraz wielbiciele jego talentu i ci, którym przez lata przekazywał świadectwo o obozie Auschwitz-Birkenau; a także byli więźniowie obozu. W imieniu Związku Artystów Scen Polskich przemawiał aktor Ignacy Gogolewski. Został pochowany na cmentarzu Wojskowym na Powązkach (kwatera D4-4-1). 

## Życie prywatne
Aktor był czterokrotnie żonaty. Z pierwszą żoną Marią Zbrożek (zm. 2000) rozwiódł się po 7 latach. Z tego małżeństwa syn Marek (ur. 1950). Kolejne małżeństwa również zakończyły się rozwodami. Związek z Gabrielą Stawińską, córką PZPR-owskiego ministra Eugeniusza Stawińskiego, przetrwał 17 lat (syn Marcin ur. 1957), z aktorką Krystyną Królówną 10 lat. Czwartą żonę – Eugenię Gromysz – pozostawił wdową.

## Filmografia
Filmy:
- Piątka z ulicy Barskiej (1953) jako Zenon
- Pokolenie (1954) jako ksiądz
- Rok pierwszy (1960) jako Krosno, oficer UB
- Kwiecień (1961) jako major Lipiec, prokurator dywizji
- Milczące ślady (1961) jako „Piorun”, dowódca oddziału
- Drugi brzeg (1962) jako sędzia śledczy
- Barwy walki (1964) jako rotmistrz, dowódca oddziału NSZ
- Rękopis znaleziony w Saragossie (1964) jako aresztujący van Wordena w imieniu św. Inkwizycji
- Epilog norymberski (1970) jako Alfred Jodl
- Chłopi (1973) jako wójt
- Janosik (1974) jako austriacki generał
- Gniazdo (1974) jako dostojnik na dworze czeskim
- Wergili (1976) jako dyrektor Muzeum Auschwitz-Birkenau
- Sekret Enigmy (1979) jako płk. Rivet ze Sztabu Generalnego armii francuskiej
- Alchemik (1988) jako Seton
- Rób swoje, ryzyko jest twoje (2002) jako lekarz więzienny

Seriale telewizyjne:
- Stawka większa niż życie (1967–68) jako sturmbannführer Johann Dehne (odc. 9. Genialny plan pułkownika Krafta i odc. 16. Akcja „Liść dębu”)
- Chłopi (1971–72) jako wójt
- Janosik (1973) jako austriacki generał (odc. 7. Beczka okowity, odc. 8. Dobra cena i odc. 13. Zdrada)
- Wielka miłość Balzaka (1973) jako jasnowidz (odc. 4. Komedia ludzka)
- Polskie drogi (1977) jako gestapowiec Schroeder (odc. 9. Do broni i odc. 11. W obronie własnej)
- Znak orła (1977) jako przeor Wilhelm (odc. 1. Edukacja. 1308 i odc. 2. Słowo Zakonu)
- Układ krążenia (1977–78) jako Marek Lipczyc, dyrektor kombinatu, mąż Anny (odc. 1. Wysoka góra i odc. 2. Obwiniony)
- Tajemnica Enigmy (1980) jako płk. Rivet ze Sztabu Generalnego armii francuskiej (odc. 2. Zaproszenie do Warszawy, odc. 5. Żółte kartki i odc. 7. W sidłach Abwehry)
- Alchemik Sendivius (1988) jako Seton
- Kanclerz (1989) jako stary szlachcic, zwolennik Maksymiliana (odc. 3., 4., i 5.)

## Ordery i odznaczenia
- Krzyż Komandorski z Gwiazdą Orderu Odrodzenia Polski (26 czerwca 2002)[6]
- Krzyż Kawalerski Orderu Odrodzenia Polski (1969)
- Krzyż Oświęcimski
- Medal 30-lecia Polski Ludowej (1974)
- Medal 10-lecia Polski Ludowej (19 stycznia 1955)[7]
- Brązowy Medal „Za Zasługi dla Obronności Kraju” (1974)
- Odznaka 1000-lecia Państwa Polskiego (1966)
- Odznaka „Zasłużony Działacz Kultury” (1984)
- Brązowy Medal Honorowy za Zasługi dla Województwa Małopolskiego (2012)[8]
- Odznaka "Zasłużony dla Teatru Polskiego" (1976)[9]

## Nagrody i wyróżnienia
- II nagroda na II Ogólnopolskim Konkursie Recytatorów w Krakowie (1955)
- Nagroda na Śląskiej Wiośnie Teatralnej za rolę Karola Oszarskiego w spektaklu Kanada Jana Kurczaba w Teatrze im. Adama Mickiewicza w Częstochowie (1963)
- Nagroda na II Telewizyjnym Festiwalu Teatrów Dramatycznych za reżyserię i rolę Gezy w spektaklu Garść piasku Jerzego Przeździeckiego w Teatrze im. Adama Mickiewicza w Częstochowie (1965)
- Nagroda Ministra Obrony Narodowej (1965)
- Dyplom Ministerstwa Kultury ZSRR (1979)[10]
- Tytuł Honorowego Obywatela Gminy Bojszowy (1994) - uchwała Rady Gminy Bojszowy Nr V/26/94 z dnia 30.10.1994r.
- Tytuł Honorowego Obywatela Oświęcimia (2002)